# زاهية إسماعيل الصالحي
زاهية إسماعيل الصالحي أكاديمية جزائرية ذات اختصاص مزدوج في الأدب العربي القديم والجديد ودراسة النوع في العالم العربي.

## عن حياتها
بعد مدة 15 سنة قضتها في قسم الدراسات العربية والشرق أوسطية في جامعة ليدز حيث شغلت منصب مديرة القسم 2006-2010 انتقلت إلى قسم الدراسات الشرق أوسطية في جامعة مانشستر لتشغل منصب أستاذ كرسي في الدراسات العربية المعاصرة.

## من مؤلفاتها
لها مؤلفات عديدة في النقد الأدبي والنوع منها:
- «السياسة والشعرية في الرواية الجزائرية» (مطبعة مالن 1999).
- «الشتات العربي» (روتلادج 2006 و2011).
- «النوع والاختلاف في الشرق الأوسط وشمال إفريقيا» (روتلادج 2010)٬
- «النوع والعنف في المجتمعات الإسلامية» (أي بي توريس 2012).